# Duc d'Anville
Le titre de duc d'Anville (ou d'Enville)  est un titre de duc à brevet (non héréditaire) accordé par lettres  de mars 1732 à Jean-Baptiste de La Rochefoucauld de Roye, marquis de Roucy (1709-1744) (de la branche cadette de Roy), à l'occasion de son mariage le 28 février 1732 avec Marie Louise Nicole de La Rochefoucauld (1716-1797), fille ainée d'Alexandre 5e duc et dernier duc de La Rochefoucauld de la branche ainée († 1762).
À cette date la seigneurie d'Anville, en Angoumois, a été rattachée au duché de La Rochefoucauld, ou érigée en duché non-pairie selon d'autres auteurs,, d'où l'origine probable du titre.
Celui-ci s'éteignit 1744 à mort de son titulaire et fut porté par sa veuve la duchesse d'Enville (1716-1797).
Louis Alexandre de La Rochefoucauld (1743-1792), leur fils, devint en 1762 6e duc de La Rochefoucauld à la mort de son grand-père maternel.